# Francesco d’Errico
Francesco d’Errico (ur. 5 czerwca 1862 w Castel Baronia, zm. 31 października 1957) – włoski duchowny katolicki, biskup diecezjalny Alghero w latach 1914-1938.

## Życiorys
Święcenia kapłańskie otrzymał 20 września 1884 roku.
8 września 1914 papież Benedykt XV mianował go ordynariuszem diecezji Alghero. Sakry udzielił mu kardynał Antonio Agliardi. Na emeryturę przeszedł 8 października 1938 i otrzymał wówczas biskupią stolicę tytularną Samosata.
Od śmierci w styczniu 1957 francuskiego biskupa Alexandre Caillota był najstarszym żyjącym katolickim hierarchą.